# Kabejabl
Kabejabl (del ruso: Кабехабль) es un aúl del raión de Shovguénovski en la república de Adiguesia de Rusia. Está situado en la orilla izquierda del río Fars, 6 km al noroeste de Jakurinojabl y 43 km al norte de Maikop, la capital de la república. Tenía 931 habitantes en 2010.
Pertenece al municipio Jatazhukáiskoye.

## Historia
El aul fue fundado en 1864.